# Sycon luteolum
Sycon luteolum är en svampdjursart som beskrevs av Tanita 1942. Sycon luteolum ingår i släktet Sycon och familjen Sycettidae.
Artens utbredningsområde är havet kring Japan. Inga underarter finns listade i Catalogue of Life.